# Wang Hui (judoczka)
Wang Hui (chiń. 王辉; ur. 7 lipca 1984 w Binzhou) – chińska judoczka. Olimpijka z Londynu 2012, gdzie zajęła szesnaste miejsce w kategorii 57 kg.
Piąta na mistrzostwach Azji w 2012. Zdobyła cztery medale na igrzyskach wojskowych, złoty w 2011 i tyle samo krążków na mistrzostwach świata wojskowych w latach 2004-2013 roku.

## Letnie Igrzyska Olimpijskie 2012
| Konkurencja | Walki                    | Klas. końcowa |
| Konkurencja | 1/16                     | Miejsce       |
| ----------- | ------------------------ | ------------- |
| 57 kg       | Corina Căprioriu (ROM) P | XVI           |